# NGC 6423
NGC 6423 ist eine 14,8 mag helle kompakte Seyfertgalaxie (Typ 1) vom Hubble-Typ C im Sternbild Drache am Nordsternhimmel, die schätzungsweise 333 Millionen Lichtjahre von der Milchstraße entfernt ist. Im gleichen Himmelsareal befindet sich die Galaxie NGC 6419.
Das Objekt wurde am 1. August 1883 von Lewis A. Swift entdeckt.